# IZD Tower
Der IZD Tower (IZD = Internationales Zentrum Donaustadt) ist ein Bürogebäude der Donau City in Wien. Den Entwurf bis zur Baubewilligung des 150 Meter hohen Baus lieferte die Architektengemeinschaft NFOG (Peter Nigst, Fonatti, Ostertag, Gaisrucker). Architekt Thomas Feiger übernahm die weitergehende Gesamtplanung und die Bauleitung. Baubeginn war im Jahr 1998, rund drei Jahre später wurde das Gebäude fertiggestellt. Genutzt wird es durch Mietbüros; zu den Mietern des IZD-Towers zählen unter anderem Ernst & Young, Huawei, Estée Lauder Cosmetics GmbH, easyJet Europe Airline GmbH oder die Austrian Power Grid AG. Die Gesamtmietfläche auf 42 Stockwerken beträgt 63.530 m². Die höchste Etage befindet sich 130 m über dem Grund; die Dachhöhe liegt auf 137 m. Der IZD Tower gehört zu den höchsten Bauwerken Wiens.
2006 erwarb der britische Immobilien-Fonds Matrix Securities das Gebäude von der Investmentfirma Doughty Hanson & Co für 244 Millionen Euro. 2010 übernahm Signa das Hochhaus.
Im obersten Stockwerk des IZD-Towers ist die US-Vertretung bei den Vereinten Nationen einquartiert. Im Zuge der Überwachungs- und Spionageaffäre 2013 kam der Verdacht auf, dass sich dort ein Horchposten der National Security Agency (NSA) befindet, der die nur 40 Meter entfernte UNO-City beobachten kann. Im September 2014 gelangten Fotos an die Presse, die spezielle Aufbauten auf dem Dach des Towers zeigen.
Seit 2005 findet jährlich im September der IZD-Tower-Stiegenhauslauf statt. Dabei wird je nach Zugänglichkeit der obersten Stockwerke bis ins 34. oder 35. Stockwerk gelaufen, was etwa 630 Stufen entspricht. Die Rekordzeit liegt derzeit (2014) bei 3:07,20 min.

## Galerie

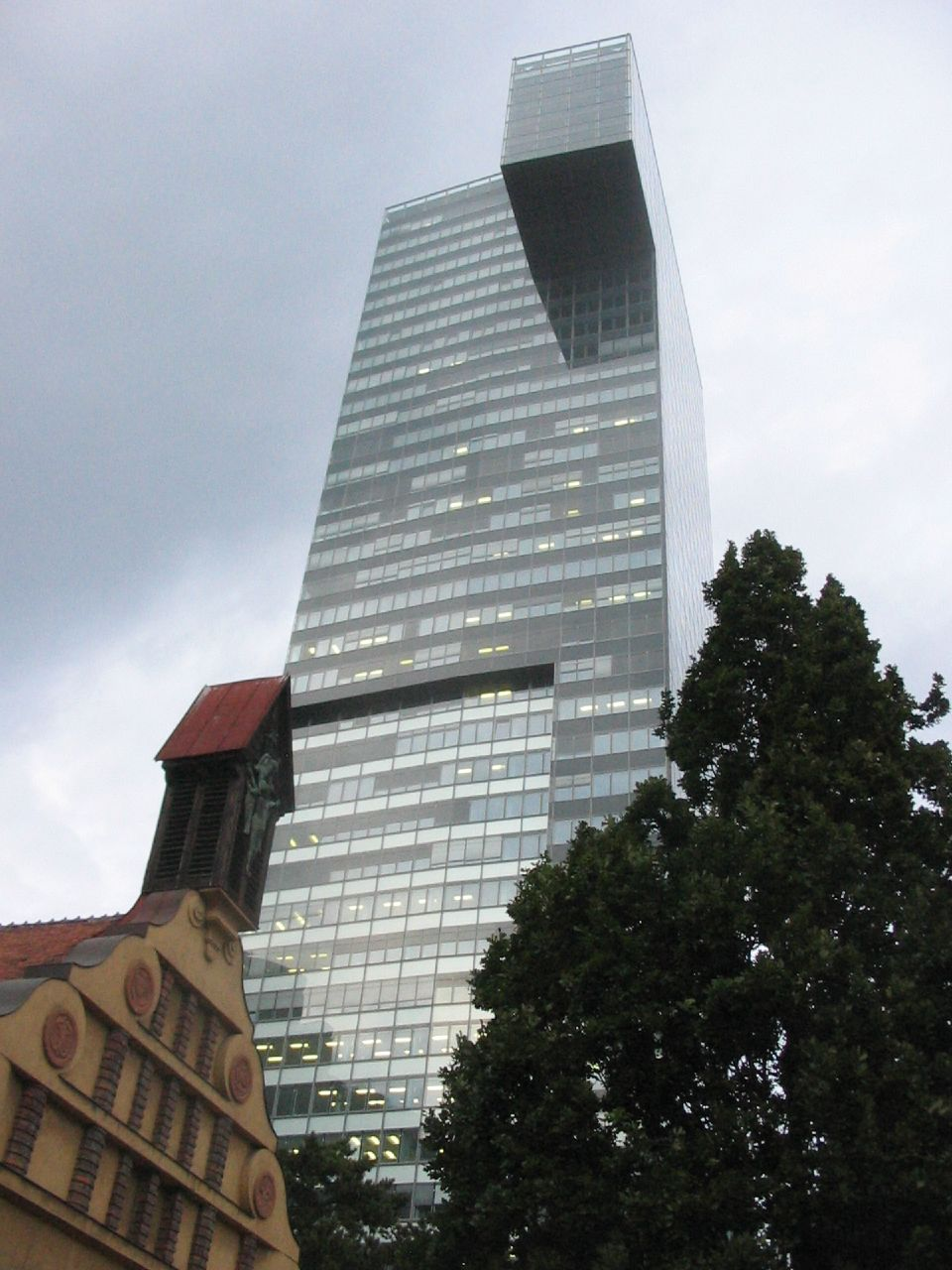
Der IZD Tower von unten
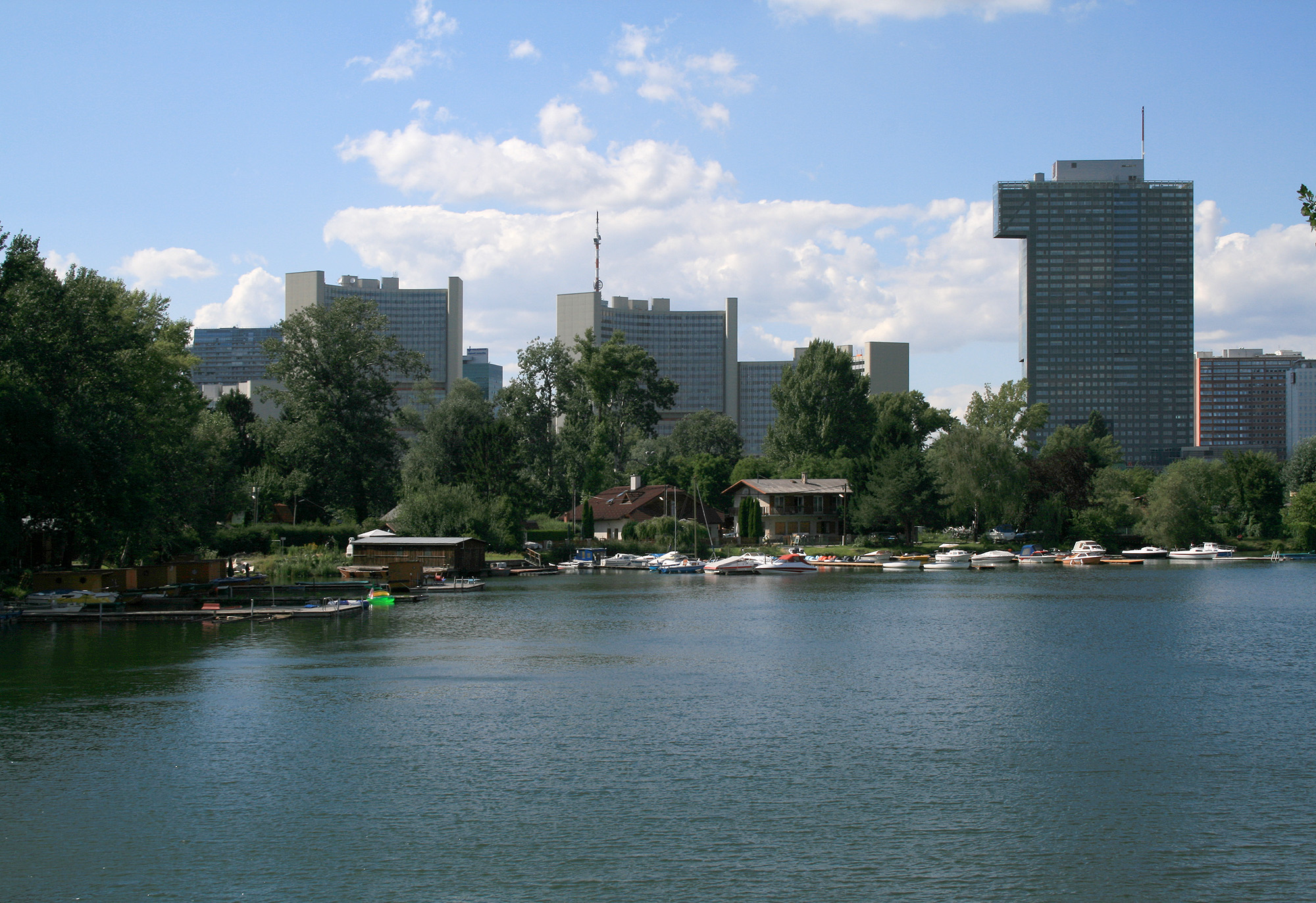
Rechts der IZD Tower, links die Gebäude der UNO-City
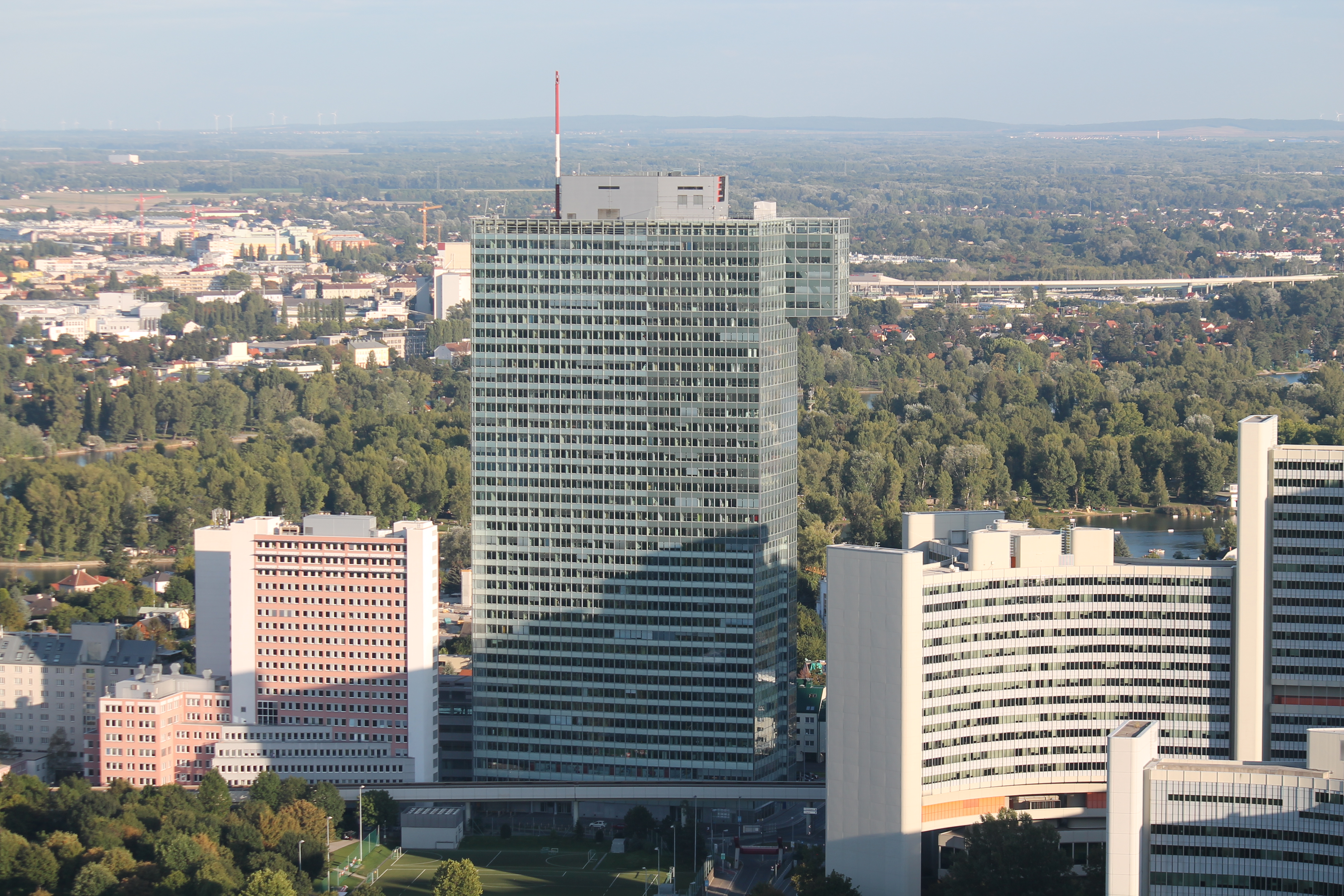
Blick vom Donauturm